# Сюттер, Ален
Але́н Сютте́р (фр. Alain Sutter; род. 22 января 1968, Берн) — швейцарский футболист, атакующий полузащитник известный по выступлениям за «Грассхоппер» и сборную Швейцарии. Участник чемпионата мира 1994 года.

## Клубная карьера
Свою карьеру Сюттер начал в одном из старейших клубов Швейцарии — цюрихском «Грассхоппере». 7 августа 1985 года в матче против «Гренхен» он дебютировал в чемпионате Швейцарии. 16 октября в поединке против «Сьона» Ален забил свой первый гол за «Грассхоппер». В 1987 году Сюттер перешёл в «Янг Бойз» на правах аренды. 8 апреля в матче Суперкубка Швейцарии против «Ксамакса» он дебютировал за основной состав. 8 декабря в поединке против своего предыдущего клуба «Грассхоппера» Ален забил свой первый гол за «Янг Бойз». По окончании аренды игрок вернулся в стан «кузнечиков». В составе клуба дважды выиграл чемпионат и дважды завоевал Кубок Швейцарии. 
В 1993 году полузащитник обратил на себя внимание селекционеров из Германии и подписал контракт с «Нюрнбергом». 6 августа в матче против «Гамбурга» он дебютировал в Бундеслиге. 22 октября в поединке против «Лейпцига» Ален забил свой первый гол за «Нюрнберг».  
Удачно зарекомендовав себя в играх за сборную на чемпионате мира 1994 года в США, Сюттер перебрался в мюнхенскую «Баварию». Сумма трансфера составила 1,4 млн. евро. 7 августа в матче Суперкубка Германии против «Вердера» он дебютировал за основной состав. 15 октября в поединке против франкфуртского «Айнтрахта» Ален забил свой первый и единственный гол за «Баварию». В 1996 году игрок стал обладателем Кубка УЕФА.
В 1995 году Сюттер перешёл во «Фрайбург». Сумма трансфера составила 1,25 млн. евро. 21 октября в матче против «Гамбурга» он дебютировал за новый клуб. 4 ноября в поединке против «Юрдинген 05» Ален забил свой первый гол за «Фрайбург». 
В начале 1997 года Сюттер в статусе свободного агента подписал контракт с американским «Даллас Бёрн». 5 апреля в матче против «Ди Си Юнайтед» он дебютировал в MLS. 23 мая в поединке против «Тампа-Бэй Мьютини» Ален забил свой первый гол за «Даллас Бёрн». В 1998 году Сюттер принимает решение о завершении профессиональной карьеры после двух сезонов, проведённых в американском клубе .

## В сборной
9 октября 1985 года в отборочном матче чемпионата мира 1986 против сборной Дании Сюттер дебютировал за сборную Швейцарии. 21 сентября 1988 года в отборочном матче против чемпионата мира 1990 против сборной Люксембурга Ален забил свой первый гол за национальную команду. 
В 1994 году Сюттер успешно выступил на чемпионате мира в США. На турнире он сыграл в матчах против сборных Колумбии, Румынии и США. В поединке против румын Ален забил гол и помог команде пробиться в 1/8 финала.
Далее карьера планомерно пошла на спад, как результат — знаменитый скандал в 1995 году с разворачиванием баннера о запрете испытания атомных бомб и непопадание в заявку на чемпионат Европы 1996 года. 
За сборную Швейцарии Сюттер сыграл 68 матчей и забил 5 мячей.

### Голы за сборную Австрии
| # | Дата             | Место                                       | Противник  | Счёт | Результат | Соревнование                       |
| - | ---------------- | ------------------------------------------- | ---------- | ---- | --------- | ---------------------------------- |
| 1 | 21 сентября 1988 | Жози Бартель, Люксембург, Люксембург        | Люксембург | 0:1  | 1:4       | Чемпионат мира 1986 квалификация   |
| 2 | 14 ноября 1990   | Олимпийский стадион, Серравалле, Сан-Марино | Сан-Марино | 0:1  | 0:4       | Чемпионат Европы 1992 квалификация |
| 3 | 25 марта 1992    | Лэнсдаун Роуд, Дублин, Ирландия             | Ирландия   | 1:1  | 2:1       | Товарищеский матч                  |
| 4 | 22 июня 1994     | Сильвердоум, Понтиак, США                   | Румыния    | 0:1  | 1:4       | Чемпионат мира 1994                |
| 5 | 6 сентября 1994  | Турбийон, Сбон, Швейцария                   | ОАЭ        | 1:0  | 1:0       | Товарищеский матч                  |

## Достижения
Клубные
 «Грассхоппер»
- Победитель Чемпионата Швейцарии — 1990/91
- Обладатель Кубка Швейцарии — 1988/89, 1989/90
- Обладатель Суперкубка Швейцарии — 1989

 «Бавария»
- Обладатель Кубка УЕФА — 1995/1996